# Charles Ravier
Charles Ravier (né le 5 juin 1924 à Savigny-sur-Grosne, mort le 5 mars 1984 dans le 20e arrondissement de Paris) est un compositeur, directeur musical et chef d'ensemble vocal français.

## Biographie
Charles Ravier naît le 5 juin 1924 à Savigny-sur-Grosne (Saône-et-Loire),.
Après s'être initié au violon, il entre au conservatoire de Lyon d'où il sort avec les prix en harmonie, contrepoint et fugue. Il s'intéresse à la musique polyphonique, et particulièrement au répertoire ancien du Moyen Âge au XVIIe siècle et forme à la fin des années 1950 l'Ensemble Polyphonique de la RTF, interprétant avec ce groupe les musiques de Guillaume de Machaut, Gesualdo, Pierre de La Rue et Johannes Ockeghem, entre autres.
Intéressé par les travaux de Safford Cape, il choisit de faire interpréter les pièces vocales de la Renaissance, et principalement les chansons du XVIe siècle, par un effectif d'une voix par partie vocale. Il enregistre, en 1960 à Paris, Chansons Françaises de Clément Janequin avec l'Ensemble Polyphonique de Paris (Valois).
Comme compositeur il est l'auteur des compositions Les Espaces oubliés, Les chemins de l'imaginaire ou L'Apocalypse d'Angers. Il crée aussi des œuvres contemporaines de Girolamo Arrigo (Orden), Claude Ballif (Antiennes à la Vierge) et Sylvano Bussotti (Requiem).
Charles Ravier meurt à Paris des suites d'un suicide, le 5 mars 1984,.